# Grammia conspica
Grammia conspica är en fjärilsart som beskrevs av Richard Harper Stretch 1906. Grammia conspica ingår i släktet Grammia och familjen björnspinnare. Inga underarter finns listade i Catalogue of Life.